# Un popolo muore
Un popolo muore (Arrowsmith) è un film del 1931 diretto da John Ford. È ispirato al romanzo Il dottor Arrowsmith di Sinclair Lewis (1925).

## Riconoscimenti
- 1932 - Premio Oscar
  - Candidatura Miglior film alla Samuel Goldwyn
  - Candidatura Migliore sceneggiatura non originale a Sidney Howard
  - Candidatura Migliore fotografia a Ray June
  - Candidatura Migliore scenografia a Richard Day